# Dittrichia
Dittrichia là một chi thực vật có hoa trong họ Cúc (Asteraceae).

## Loài
Chi Dittrichia gồm các loài: